# Malo Lešče
Malo Lešče este o localitate din comuna Metlika, Slovenia, cu o populație de 29 de locuitori.